# Barbagiuai
Barbagiuai o Barbajuan es el nombre vernáculo dados a los raviolis fritos y rellenos de acelgas, queso fresco y arroz originarios de Castellar en Francia.
Barba Juan significa "tío Juan" en el dialecto occitano de Castellar.
El plato se hizo muy popular en Mónaco donde los habitantes de Castellar venían a venderlos en los mercados.
Se pueden encontrar con otros rellenos como calabaza, queso, carne picada y huevos.